# Mariachi
Els grups de mariachis són conjunts musicals originaris de la zona occidental de Mèxic, en particular de Guadalajara, a l'estat de Jalisco. Si bé representen solament una de les moltes facetes regionals de la música mexicana, el mariachi s'ha estès a altres regions del món com a símbol típic de la cultura mexicana general. Es diferencien els conjunts pel seu estil, mariachi tradicional i mariachi modern.
Entre els autors de cançons per a mariachi més importants estan Rubén Fuentes, José Alfredo Jiménez, Tomás Méndez, Manuel Esperón i Luis Miguel. A part d'aquests, molts artistes de cinema mexicans han aparegut com a mariachi al llarg de llur carrera. Al segle XXI es calcula que hi ha 30.000 mariachis a Mèxic, però s'hi troben arreu del món, especialment als EUA.

## Música
La música dels mariachis es basa en diverses tradicions musicals populars mexicanes i centreamericanes interpretades amb un conjunt variable d'instruments. Entre aquests cal destacar els violins, trompetes, guitarra acústica, la vihuela mexicana i el guitarrón. Alguns grups varen afegir un tipus d'arpa tradicional mexicana o àdhuc una flauta, però aquest darrer instrument és utilitzat més rarament. Les cançons són de molta vitalitat, expressant emocions molt populars entre la gent mexicana. És característic dels mariachis el "grito mexicano" que es crida durant els interludis d'una cançó i que sovint ve també del públic. N'és un exemple l'"AY YA YAY YA!" (crit que es fa des del públic, mentrestant, els intèrprets continuen tocant la cançó).

## Història
Podem trobar el terme «mariachi» en referències històriques des de la segona meitat del segle xviii. Sembla que els mariachis es varen originar en músics de carrer de les zones urbanes. Els mariachis varen aparèixer a les primeres programacions musicals de ràdio de Mèxic i també a les primeres pel·lícules mexicanes vestits d'una forma característica i vistosa i amb barret mexicà. Així es troben íntimament lligats a la indústria cinematogràfica mexicana des del principi.
A partir de 1970 aproximadament alguns grups de mariachi varen afegir altres instruments com l'acordió, orgue, instrument de teclat, harmònica, saxòfon i fins i tot tambor; aquests instruments, però no es consideren part de la música mariachi tradicional. Al principi tots els components d'un grup de mariachi eren homes, però més recentment s'han incorporat també dones, no sense fortes polèmiques inicials. Així i tot, els inicis de les mariachis dones es remunten a la dècada del 1950, quan varen sorgir grups femenins d'aquest gènere com Mariachi Las Coronelas Mariachi Las Adelitas, i no seria fins a la dècada del 1980 quan propostes com Mariachi Las Perlitas arribarien a tenir rellevància a escala mundial.
En els últims anys hi ha cantants com Alejandro Fernández i Pepe Aguilar que han fet una fusió de la música mariachi amb orquestra i instruments de percussió donant origen al "pop mexicà".
S'acostuma a cridar als mariachis a Mèxic en festes públiques tals com el dia de les Mares (10 de maig) o el de la Verge del Guadalupe (12 de desembre), així com reunions familiars i serenates, entre altres ocasions. També participen en les campanyes presidencials (Loza 1993, Turino 2003, Sheehy 2005, de la Mora 2006, Jáuregui 2007). Malgrat llurs orígens humils, els mariachis són actualment cars de llogar per a una actuació.

## Formes musicals
- Mètrica de 2/4 [chun-ta]

- Canción ranchera (a dos tiempos)
- Corrido (a dos tiempos)
- "Polca"
- Pasodoble
- Marcha

- Mètrica de 3/4 [chun-ta-ta]

- Canción ranchera (tres tiempos)
- Corrido (tres tiempos)
- Valses mexicanos
- Son Jaliscience
- Huapango

- Mètrica de 4/4

- Bolero ranchero
- Danzón
- Ranchera Lenta
- Cúmbia

- Mètrica de 6/8

- Son Jaliscience
- Jarabe
- Huapango

- Mètrica barrejada

Exemples:

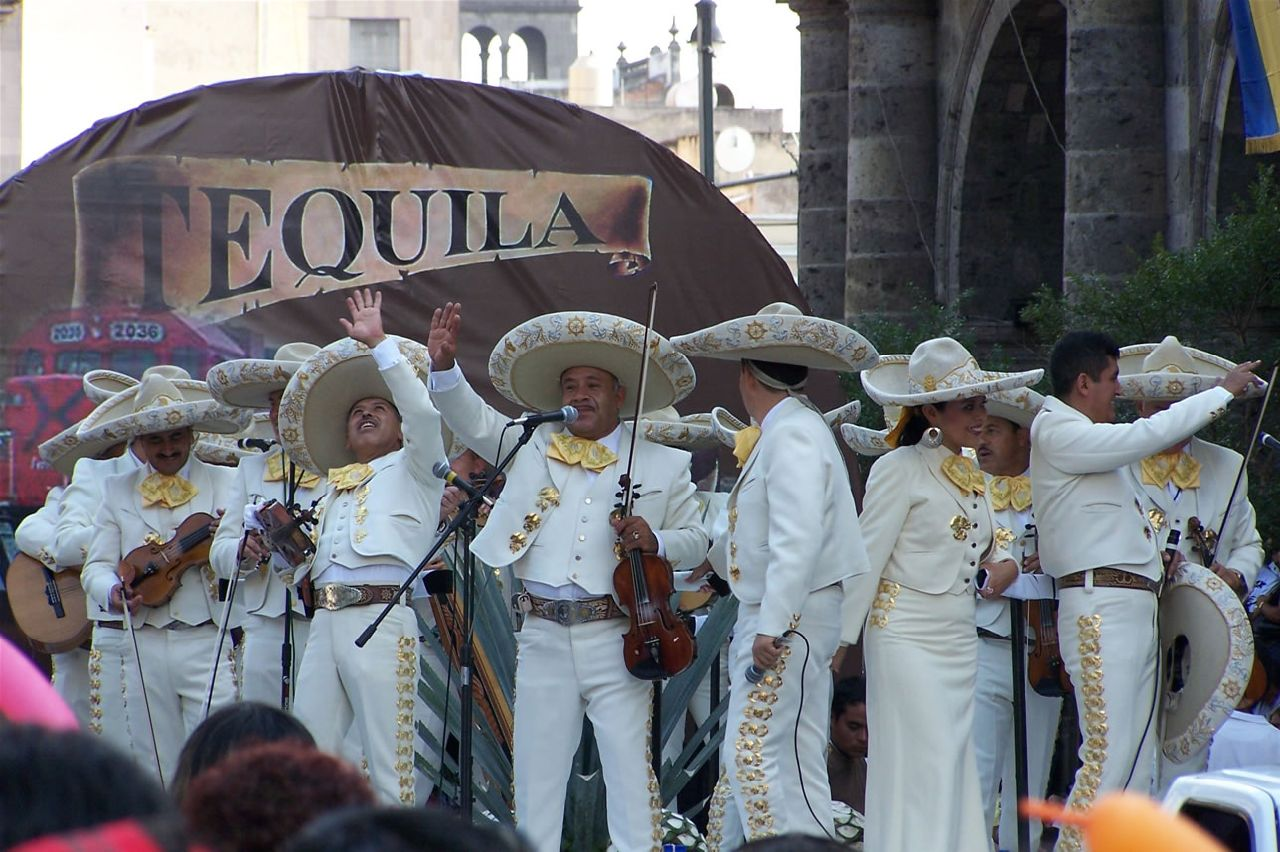
Mariachi a Guadalajara, Jalisco

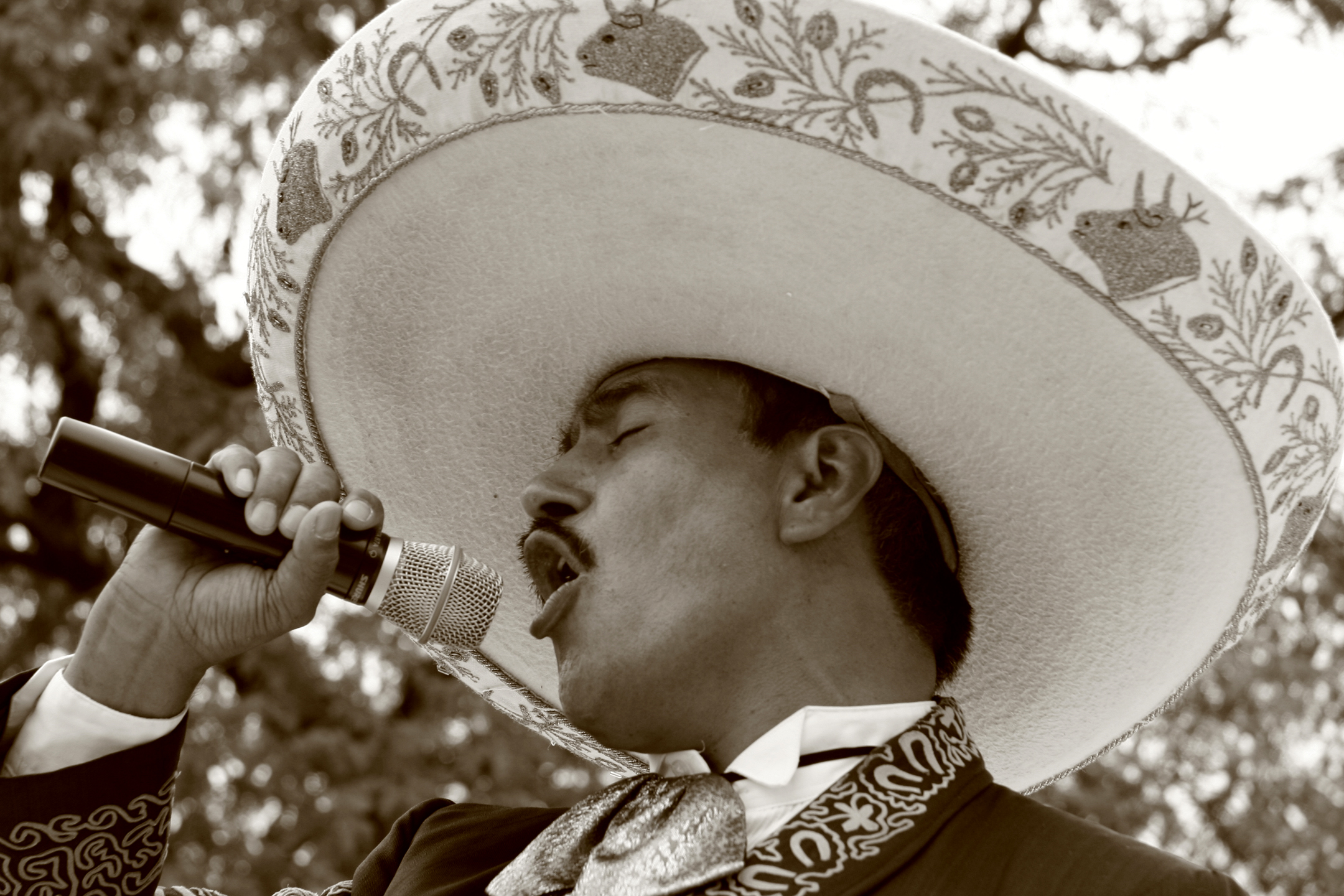
Mariachi cantant

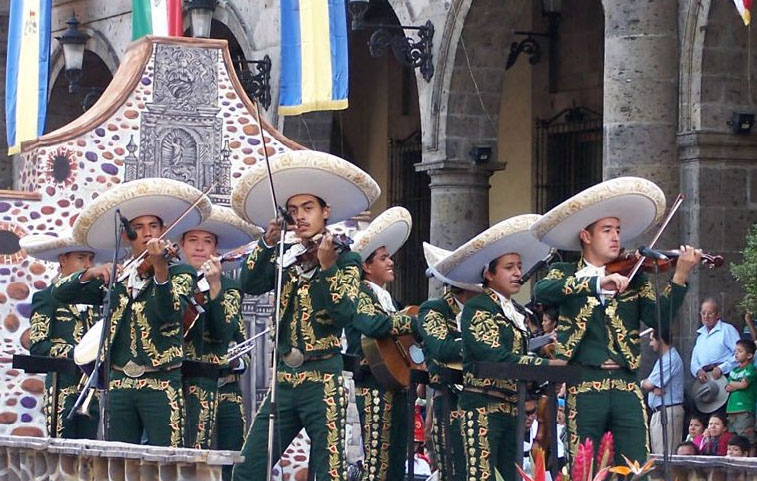
Mariachi

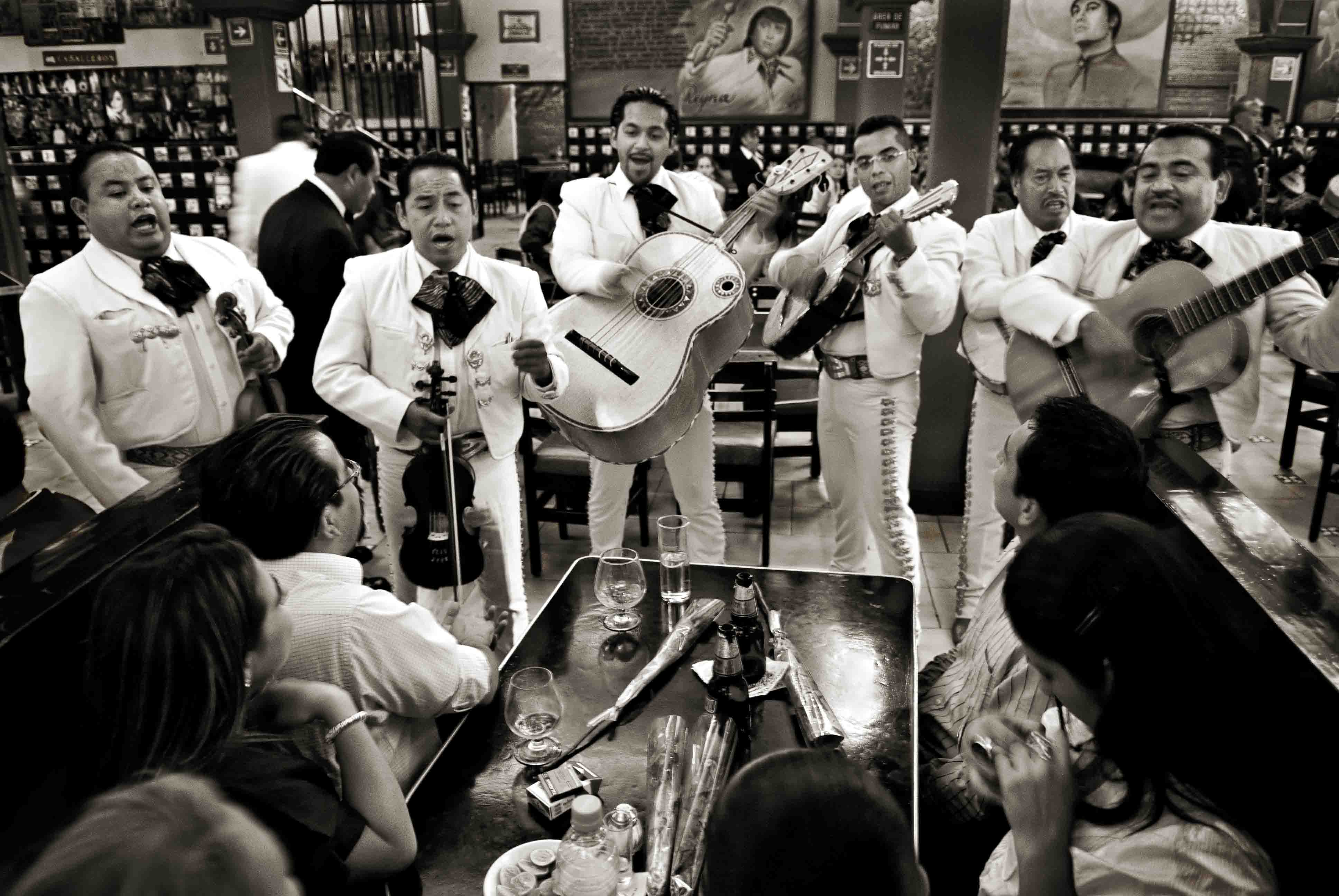
Mariachi a Tenampa, Ciutat de Mèxic

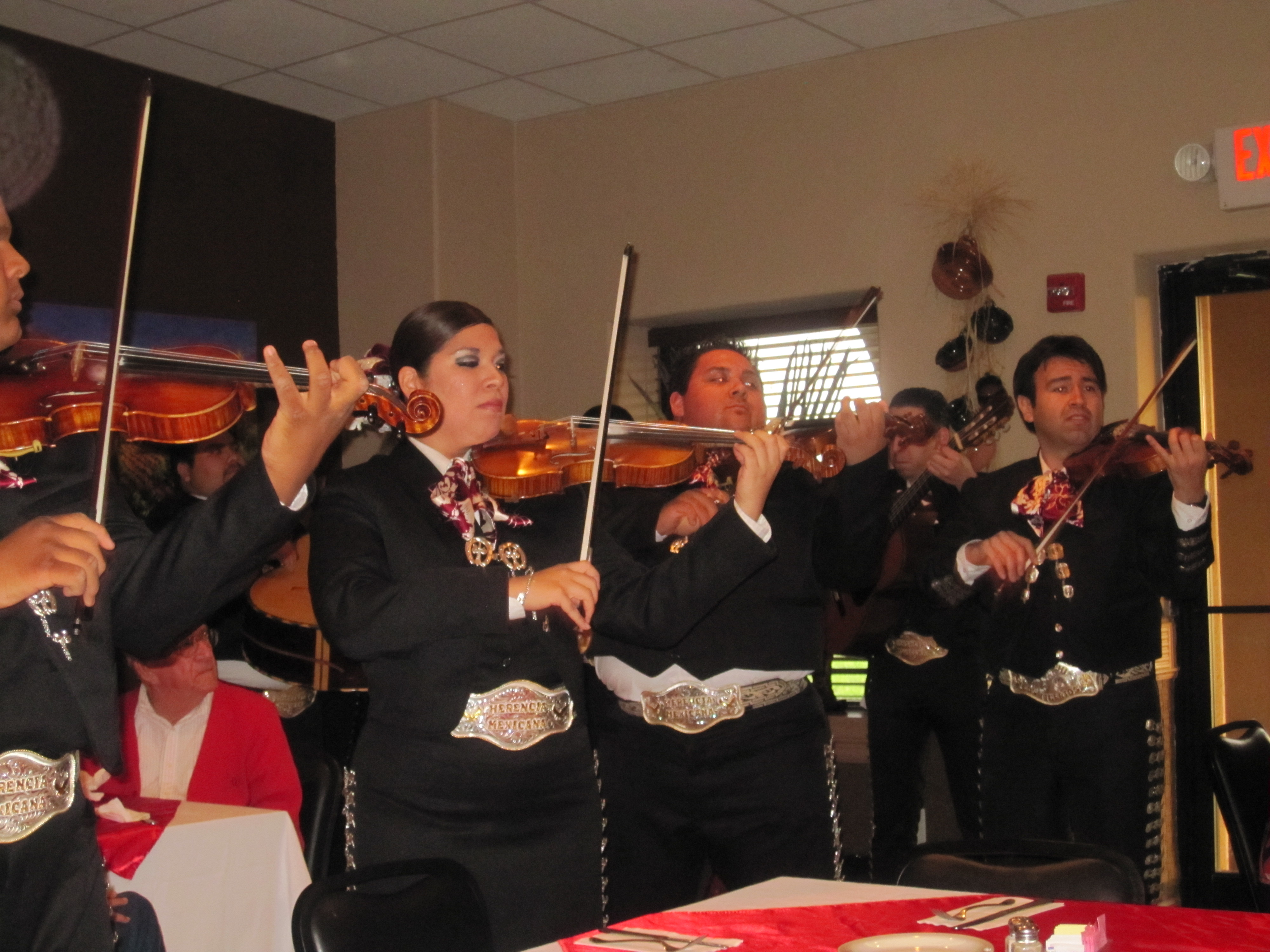
Els cantants mariachi Celia Correa i Robert Vidaurri a Zapata.

- "Muerte de un gallero" (corrido-son)
- "El Charro Mexicano" (ranxera-son)

- Oberturas de música clásica